# Virginio Cáceres
Virginio Cáceres Villalba (født 21. maj 1962 i Itacurubí del Rosario, Paraguay) er en paraguayansk tidligere fodboldspiller (forsvarer).

## Karriere
Cáceres spillede 45 kampe og scorede to mål for Paraguays landshold. Han repræsenterede sit land ved VM 1986 i Mexico, men kom dog ikke på banen i turneringen, hvor holdet blev slået ud i 1/8-finalen.
På klubplan spillede Cáceres hele sin karriere i hjemlandet, hvor han tilbragte først seks år hos Guaraní og siden 13 år hos Olimpia. Han vandt ét paraguayansk mesterskab med Guaraní og hele seks med Olimpia.

## Titler
Primera División de Paraguay
- 1984 med Guaraní
- 1993, 1995, 1997, 1998, 1999 og 2000 med Olimpia

Copa Libertadores
- 2002 med Olimpia

Supercopa Sudamericana
- 1990 med Olimpia

Recopa Sudamericana
- 1990 og 2003 med Olimpia